# Maryam Saleh

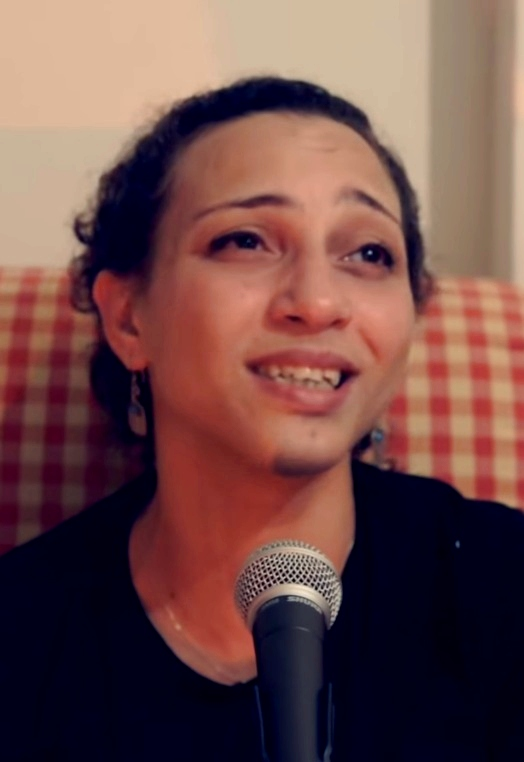
Maryam Saleh

Maryam Saleh (anhörenⓘ) arabisch مريم صالح, DMG Maryam Ṣāliḥ; * 1985 oder 1986, mit vollem Namen Maryam Saleh Saad (مريم صالح سعد, DMG Maryam Ṣāliḥ Saʾd), ist eine ägyptische Sängerin und Songwriterin (u. a. Psychedelic Rock, Trip-Hop) sowie Schauspielerin.

## Leben und Karriere
Ihr Vater war der Bühnenschriftsteller, Theaterregisseur und Kritiker Saleh Saad, mit dem sie schon in jungen Jahren als Schauspielerin und Regie-Assistenz zusammenarbeitete. Er kam 2005 bei einem Brand in Bani Suwaif ums Leben. Zu den Freunden ihres Vaters gehörte Sheikh Imam, der großen Einfluss auf sie ausübte.
Als Schauspielerin spielte sie in Theaterstücken wie in Laila Solimans Lessons in Revolution, einigen Kurzfilmen sowie in Ibrahim El-Batouts Film Ein Shams (2008), für den sie auch das Titellied sang.
Um 2008 gründete sie ihre Band Jawaz Safar (جواز سفر Dchawāz safar ‚Reisepass‘), in der ausschließlich die Instrumente Oud und Tabl gespielt wurden. 2008 gründete sie die Band Baraka (بركة ‚Segen‘), die u. a. die Sheikh-Imam-Lieder „Nixon Baba“, „Valery Giscard d’Estaing“, „Ya Wad Ya Yu Yu“ (يا واد يا يويو, yā wādd yā yū yū) und „El-Bahr Byidhak Leh“ (‚Warum lacht das Meer‘) coverte und für die später ihre Schwester Nagham Saleh sang.
Seit 2010 arbeitet sie mit dem libanesischen Musiker Zeid Hamdan zusammen; die Musik wurde als arabischer Trip-Hop beschrieben.
In dem ägyptischen Kurzfilm A Tin Tale (حدوتة من صاج, Hadouta Men Sag; Regie: Aida El Kashef), der 2011 im Rahmen des Dubai International Film Festival zu sehen war, spielte Maryam Saleh die Hauptrolle der Prostituierten Mona Farkha. In der ägyptischen Film-Komödie Aelat Miki (2011, Regie: Akram Fareed) spielte sie die Rolle der Umm Ali.
Am 1. Mai 2012 erschien ihr Debüt-Album auf dem arabischen Independent-Label Eka3. Im September 2015 veröffentlichte sie zusammen mit Zeid Hamdan ihr zweites Album auf Mostakell (ein Imprint von Eka3).

## Diskografie

### Alben
- 2012: Mesh Baghanny (مش بغني)
- 2015: Halawella (حلاويلا) mit Zeid Hamdan
- 2017: Lekhfa (mit Maurice Louca & Tamer Abu Ghazaleh)

### EPs
- 2011: Watan el Ak mit Shift-Z (Zeid Hamdan)

### Singles
- 2013: Toul El Taree’ (طول الطريق)
- 2014: Nouh Al Hamam
- 2015: Ashekatal Wardi (عاشقة الورد)
- 2017: Teskar Tebki (mit Maurice Louca & Tamer Abu Ghazaleh)